# Trama
Trama is bij zwammen de verzamelnaam voor hyfen (schimmeldraden) die geen rol spelen bij de soortverbreiding. Het woord stamt uit het latijnse woord trāma (kettingdraad‚ weefsel, spinnenweb) en heeft betrekking op de netachtige structuur van het schimmelvlees.
De weefsels in het vruchtlichaam van een zwam of schimmel worden opgedeeld naargelang ze al dan niet noodzakelijk zijn bij de voortplanting van de soort. Het hymenium is de vruchtbare laag die de basidiën of asci met sporen bevat.
Alle andere weefsels tezamen noemt men de trama van de paddenstoel. Deze andere weefsels geven bijvoorbeeld structuur aan de zwam of staan in voor het transport van allerlei metabolieten door de zwam heen. 
- Bij microscopische bestudering van deze weefsels spreekt men van de trama.
- Bij macroscopische bestudering van deze weefsels spreekt men van de context.